# Livor mortis

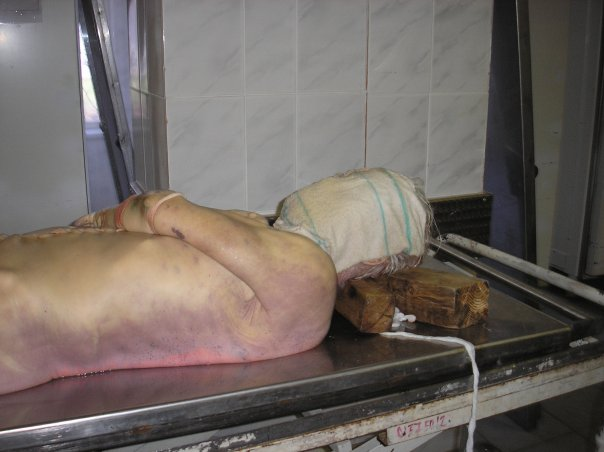
Livor mortis em um cadáver

O livor mortis (ou manchas de hipóstase) representa a mudança de coloração que surge na pele dos cadáveres, decorrente do depósito do sangue estagnado nas partes mais baixas do corpo pela ação da gravidade, e que indicam sua posição original. Apesar de sofrer a influência de múltiplos fatores, o processo se inicia quase imediatamente à cessação da circulação sanguínea. Pode tornar-se perceptível, em condições ideais, entre 20 a 45 minutos após a morte. Em média aparecem depois de uma a três horas da morte, fixando-se (fixação das hipóstases) definitivamente em torno de oito a 12 horas pós-morte, ocupando o plano inferior da posição do corpo.
Os livores ocorrem porque depois da morte o sangue estagnado fica sujeito apenas à ação da gravidade, acumulando-se nas zonas mais baixas do corpo, com exceção das áreas de pressão ou de contato. O cadáver adquire uma tonalidade descolorada em algumas áreas (áreas de pressão com as superfícies) e fica perifericamente arroxeado onde se deu a acumulação do sangue. Com o passar do tempo, a mudança da cor vai se tornando mais ampla e evidente.
Quando se pressiona um ponto numa área de hipóstase e esta não se torna lívida demonstra-se a fixação das hipóstases. O sangue acumulado e já em processo de degradação infiltra-se nos tecidos, como consequência do desarranjo da estrutura celular dos capilares e da perda da integridade das membranas de glóbulos vermelhos e brancos (liberação de enzimas líticas). 
Assim pode-se determinar que um corpo, caso encontrado em determinada posição, pode não corresponder à sua posição original, evidenciando que o mesmo foi movido ou até removido de alguma forma. Isso traz uma valiosa informação circunstancial para análise.